# San Ignacio de Moxos
San Ignacio de Moxos è un comune (municipio in spagnolo) della Bolivia nella provincia di Moxos (dipartimento di Beni) con 24.837 abitanti (dato 2010).
È l'unico comune della provincia.

## Cantoni
Il comune è suddiviso in 3 cantoni (popolazione al censimento 2001):
- San Francisco - 2.684 abitanti
- San Ignacio - 17.387 abitanti
- San Lorenzo - 1.572 abitanti